# Robert Cowper
Robert Cowper, també Cooper o Coupar (compositor de música anglès, que visqué a finals del segle xv i principis del XVI).
Sembla que fou una autoritat, respecte al sistema de notació de Thomas Morley, el qual l'anomena diferents vegades en el seu llibre A plaine and easie Introduction to practical musicke (Londres, 1597).
En una col·lecció manuscrita, de principis del segle xvi, que es troba en el Museu Britànic, hi figuren: la cançó Petiousty constraynyd am I i el motet O gloriosa Stella maris, d'aquest autor.